# Барсуков, Иван Платонович
Иван Платонович Барсуков (21 апреля [3 мая] 1841—14 [27] апреля 1906) — русский историк и археограф. 

## Биография
Происходил из старинной дворянской семьи. Родился 21 апреля (3 мая) 1841 года в деревне Барсуки (Шацкий уезд Тамбовской губернии в семье поручика Платона Александровича Барсукова, который был женат на Аполлинарии Ивановне Бартеневой, дочери подполковника Ивана Осиповича Бартенева и Аполлинарии Петровны, урожденной Бурцевой.
Служил в канцелярии московского генерал-губернатора (1867—1875). В 1883—1895 годах служил в Странноприимном доме графа Н. П. Шереметева в Москве, затем в Ксениинском институте благородных девиц в Санкт-Петербурге (1895—1904). В 1897 году был произведён в статские советники.
Автор историко-биографических трудов, в которых была приведена масса ценных сведений по бытовой, культурной, политической истории Восточной Сибири, Дальнего Востока, Камчатки, Алеутских островов, Аляски и по истории русской церкви: «Иннокентий, митрополит московский и коломенский по сочинениям, письмам и рассказам современников» (1883), «Граф Н. Н. Муравьев-Амурский по его письмам, официальным документам, рассказам современников и печатным источникам» (в 2-х т. —– М., 1891). 
Им были собраны и изданы сочинения митрополита Иннокентия: «Творения Иннокентия, Митрополита Московского» (в 3-х т. — 1886—1888), «Письма Иннокентия» (кн. 1–3, 1897–1901). Он также помогал М. С. Волконскому в издании «Записок С. Г. Волконского» (1901) и «Записок М. Н. Волконской» (1904).
Умер 14 (27) апреля 1906 года в селе Яринское, Калязинского уезда (Тверская губерния), где и был похоронен.